# Constantin Film
Constantin Film AG is een Duits filmproductie en -distributiebedrijf.
Constantin Film Distribution GmbH werd opgericht door Waldfried Barthel en Preben Philipsen op 1 april 1950 in Frankfurt. Op 21 december 1964 werd de naam van het bedrijf veranderd in Constantin Film GmbH.
In de jaren 60 was Constantin co-producent van de Fu Manchu-films en drie Clint Eastwood-spaghettiwesterns.
Tegenwoordig is Constantin bekend van filmsuccessen als Resident Evil en de vervolgen, de Fantastic Four-film uit 2005, de Hitlerfilm Der Untergang en de verfilming van Das Parfum. 
Constantin Film was aanhanger van zowel het blu-raydiskformaat als hd-dvd. In januari 2008 stopte de studio met ondersteuning van het hd-dvd-formaat.
Op YouTube staat het bedrijf erom bekend actief video's met inhoud van Constantin Film te laten verwijderen. Met name parodieën op Der Untergang werden op die manier, vaak niet rekening houdend met fair use, verwijderd.